# Мегді Зеффан
Мегді Зеффан (араб. مهدي زفان, фр. Mehdi Zeffane, нар. 19 травня 1992, Сент-Фуа-ле-Ліон) — алжирський футболіст, правий захисник російського клубу «Крила Рад» та збірної Алжиру.
У складі збірної — володар Кубка африканських націй 2019 року.

## Ігрова кар'єра

### «Ліон»
Вихованець «Ліона», в молодіжній команді якого і розпочав виступати.
З 2012 року у складі другої команди став виступати в Аматорському чемпіонаті Франції, а 6 грудня 2012 року дебютував і в основній команді в Лізі Європи проти ізраїльського «Хапоеля» (Кір'ят-Шмона) на Стад Жерлан, в якому зіграв всі 90 хвилин.
28 вересня 2013 року дебютував у Лізі 1, відігравши увесь домашній матч проти «Лілля» (0:0). З того часу Зеффан поступово почав залучатися до ігор основної команди.

### «Ренн»
У серпні 2015 перейшов до клубу «Ренн», підписавши чотирирічний контракт. Деб'ютував за нову команду 15 серпня, вийшовши на заміну замість Джованні Сіо на 88 хвилині. 22 серпня у матчі проти своєї колишньої команди зробив результативну передачу та забив свій перший гол, таким чином допоміг переграти на виїзді «Ліон» з рахунком 1:2.
За чотири роки провів 66 матчів за бретонський клуб у всіх змаганнях (2 голи) та виграв із клубом кубок Франції.
У червні 2019 контракт Зеффана з «Ренном» завершився, і його агент шукав йому новий клуб. Попри успішні виступи на Кубку африканських націй та інтерес з боку «Монпельє», «Ноттінгем Фореста» та «Еспаньйола», алжирець не зміг знайти клуб до кінця трансферного вікна та залишився на осінь у статусі вільного агенту.

## Виступи за збірну
2014 року дебютував в офіційних матчах у складі національної збірної Алжиру. Був у її заявці на Кубок африканських націй 2015, проте на тій континентальній першості на поле не виходив.
2019 року поїхав на свій другий Кубок африканських націй, на якому виходив на поле у трьох матчах, а його команда завоювала другий в її історії титул чемпіона Африки.

## Титули і досягнення
- Володар Кубка африканських націй (1):

 Алжир: 2019
- Володар Кубка Франції (1):

«Ренн»: 2018-19